# Olse Merksem Handbal Club
Ne pas confondre avec le DHW Antwerpen, le KV Sasja HC Hoboken, le HC't Noorden ou encore le HV Uilenspiegel Wilrijk, quatre autres clubs anversois de handball.
Maillots
Dernière mise à jour : 20 janvier 2022.
L’ Oud Leerlingen Sint-Eduardus Merksem Handbal Club ou Olse Merksem HC est un club de handball, situé à Merksem, un des neuf districts que compte la ville d'Anvers en Belgique.
L'Olse évolue en Division 1, il est connu également pour avoir remporté un titre de champion de Belgique en 1992 et a participé à trois finales de la Coupe de Belgique sans jamais l'avoir remporté.
Section handball du club omnisports de l'Olse Merksem, le club possède le matricule 48 et est affilié à la VHV.

## Histoire
| Division    | nombres de saisons | Saisons |
| ----------- | ------------------ | --- |
| BeNe League | 1                  | 2015/2016 |
| Division 1  | 37                 | 1973/1974, 1974/1975, 1975/1976, 1976/1977, 1977/1978, 1978/1979, 1979/1980, 1980/1981, 1981/1982, 1982/1983, 1983/1984, 1984/1985, 1985/1986, 1986/1987, 1987/1988, 1988/1989, 1989/1990, 1990/1991, 1991/1992, 1992/1993, 1993/1994, 1994/1995, 1995/1996, 1996/1997, 1997/1998, 1998/1999, 1999/2000, 2000/2001, 2001/2002, 2002/2003, 2013/2014, 2014/2015, 2015/2016, 2016/2017, 2017/2018, 2018/2019, 2019/2020 |

### 1937-1973: Les débuts de l'OLSE

Le 23 janvier 1937, des membres de l'Association des Anciens Élèves du Collège Saint-Edouard (en néerlandais : Oude-Leerlingen Sint-Eduardus Bond ou OLSE) créent une équipe de football qu'ils nomment OLSE-Voetbal.
Durant la Seconde Guerre mondiale, la pratique du sport en général, et du football en particulier, se trouve compromise. Plusieurs clubs s'unissent temporairement ou fusionnent. Le Merksem SC et l’OLSE Voetbal décident de s'unir. Certaines réticences apparaissent, mais les partisans de la fusion arrivent à leurs fins. Ainsi naît OLSE Merksem SC, le 19 août 1941.
Par la suite, les autres sections virent le jour dont l'Olse Atletiek Club, la section athlétisme qui fut à la base de la création du club de handball de l’OLSE Merksem HC en 1958. La jeune section se voit alors affublé du matricule 48.
Et ainsi, le club de l'OLSE Merksem HC débuta la compétition dans une ville d'Anvers qui était déjà bien représenté avec le Geuzen d'Anvers, KV Sasja HC Hoboken et le HV Uilenspiegel Wilrijk. Dans ce contexte la concurrence fut rude entre les différentes formations que compte la métropole mais au fil des années le club monta en puissance jusqu'à atteindre la division 1.

### 1973-1985: La monté en puissance
C'est, en effet, à l'issue de la saison 1972/1973 que l'OLSE accède à l'élite du handball belge. Limitant les places dans la deuxième partie du classement, le club débuta timidement au sein de cette Division 1. 
Toutefois, après une honorable cinquième place lors de la saison 1980/1981, l'OLSE monte en puissance et parvient même à se hisser en finale de la Coupe de Belgique de 1983. Opposé aux liégeois de l'Union beynoise au Sporthal Runkst de Hasselt, Merksem est défait en se voyant infligé le lourd score de 31 à 15. Bien que l'OLSE ne réussit pas à remporter ce trophée convoité, cette première performance resta le tout premier fait d'armes dans l'histoire du club.

### 1985-1992: Les grandes années
En 1985, la direction du club se donna pour tâche d'atteindre le top du handball belge et donc, par la suite, de se retrouver dans les Play-offs mais d’être également un sérieux prétendant pour décrocher un premier sacre. Un objectif dont le club flamand se donne pas plus de cinq ans pour le réaliser.
Mais, opposé à des formations tel que Neerpelt, Hasselt, Beyne, Herstal ou encore son rival du Sasja, l'OLSE a du mal à s'imposer dans un championnat qui se veut de plus en plus compétitif. Évitant même de justesse la relégation lors de la saison 1988/1989, l'OLSE réussit à remonter à la sixième place la saison suivante. Une saison où Merksem arrive, même à se hisser pour les demi-finales de la Coupe. Après s’être, en effet, défait du RPSM en quart de finale, les anversois sont freiner dans leur course par l'Initia,. Les bons résultats commencent ainsi à prendre forme. L'OLSE parvient même lors de la saison 1990/1991 à accéder pour la première fois en Plays-offs, dans lesquelles il termine à la quatrième place mais parviennent à décrocher trois points tout de même
La saison 1991/1992 est la saison faste de l'OLSE. Le club fait appel au service de l'entraîneur néerlandais Gio Antonioli, peut également compter sur le néerlandais Frank Coenders, le polonais Goliath ou encore Johan De Bevere. Alors que paradoxalement, le club se fait éliminer en huitième de finale de la Coupe de Belgique, les hommes de Gio Antonioli brilleront en championnat, terminant tout d'abord premier de la phase régulière, Merksem commence des Play-offs des plus disputés mais avec seulement deux défaites, un nul et donc 4 victoires l'OLSE réussit à garder sa première place et réalise l'exploit de remporter le titre de champion de Belgique pour la première fois de son histoire, finissant avec un total de 13 points, soit 4 points devant l'Union beynoise.

### 1992-2003: Des résultats instables, puis le déclin
Champion en titre, les anversois connaissent tout de même des problèmes financiers ainsi qu'une politique de transfert non réussi, de plus l'OLSE voit le départ en début de saison de l'entraîneur Gio Antonioli, remplacé par le joueur Frans Willemsens. Malgré ces problèmes, le matricule 48 reste engagé en Coupe des clubs champions où il se voit opposé au HB Vénissieux Lyon. Le champion de France et futur demi-finaliste de la compétition ne fait qu'une bouché de Merksem en s'imposant sur un total de 30 à 42 (13-18; 17-24). Sur le plan national, le club n'arrive pas à rééditer l'exploit de la saison passée et termine à une décevante sixième place. Toutefois, l'OLSE arrive pour la seconde fois de leur histoire à accéder en finale de la Coupe de Belgique où il se retrouve opposé à leur bourreau de 1983, l'Union beynoise. Et comme il y a dix ans, Beyne s'adjuge la finale sur le score étriqué de 12 à 10. 
Les deux saisons suivantes ne sont pas bonnes pour les anversois. Éliminé lors des premiers tours de la Coupe de Belgique, 10e et premier non reléguable en 1994, puis deuxième non relégable la saison suivante, l'OLSE n'est plus que l'image du club de 1992. Pourtant, le club parvient à revenir à de bons résultats sans pour autant parvenir à retrouver les Play-offs. Terminant à deux cinquième places en 1996 et 1997, puis deux sixième place en 1997 et 1998. Le club réussit également à se hisser pour la troisième fois de son histoire en finale de la Coupe de Belgique, confronté au champion en titre de l'Initia HC Hasselt, l'OLSE est défait 24 à 18. Malgré la défaite, le matricule 048 se retrouve qualifié pour la Coupe des vainqueurs de coupe. Dans cette compétition, comme lors de sa première campagne européenne, les anversois sont opposés à un club français. Le Sporting Toulouse 31. Et comme lors de sa première campagne européenne, l'OLSE est éliminé au premier tour sur un total de 36 à 57 (17-29; 19-28).
Malgré des résultats un peu plus convaincant, Merksem flirte de plus en plus avec la relégation au début des années 2000 jusqu'à finir à la dernière place lors de la saison 2002/2003, synonyme alors de relégation.

### 2003-2013: Dix années dans l'ombre du handball belge
Relégué de Division d'Honneur en Division 1, l'OLSE réalise une catastrophique saison 2003/2004 en terminant bon dernier avec 13 unités. En deux saisons, le club subit donc deux relégations et termine en Division 2 (3e niveau). 
Dans cette Division 2, le club parvient à freiner sa chute, terminant tout d'abord à la septième place, l'OLSE retrouve les bons résultats à partir de la saison 2005/2006, cumulant les places de premiers plans. Finissant même troisième lors de la saison 2005/2006. Une troisième place qui est logiquement qualificative pour les barrages en vue d'une éventuelle qualification dans l'antichambre de l'élite mais le club préfère jouer la carte de la stabilité et laisse sa place au HC Overpelt. Ce fut finalement à l'issue de la saison 2008/2009 que le club réussit à remonter en Division 1 (2e niveau). Terminant effectivement à la quatrième place, alors logiquement non-qualificative, Merksem profite de deux conjonctures pour accéder au deuxième niveau belge. Premièrement, le refus du HC Eynatten-Raeren d'avoir une réserve en Division 2 (Changement de nom de la Division 1 pour Division 2) permet aux anversois de se placer comme troisième montants. Deuxièmement, le club profite de la disparition du HC Herstal et du HCA Lommel, ce qui oblige l'Union belge à accepter trois montants directs pour combler ce vide. 
Réussissant à se maintenir de justesse, terminant à un point du premier non-relégable, Merksem réussit son retour au sein de la Division 2. Huitième la saison suivante, l'OLSE parvient à construire l'équipe pour terminer championne de Division 2 lors de la saison 2012/2013, synonyme de retour avec cette élite que les anversois avaient quitté dix ans plutôt.

### Depuis 2013: Retour avec le haut niveau
De retour en Division 1, Merksem retrouve un championnat plus disputé en raison de la BeNeLux Liga, futur BeNe League. Malgré ce que peu chambouler cette nouvelle compétition, le club termine honorablement la saison régulière à la huitième place et les play-downs à la quatrième place, réussissant donc l'objectif, le maintien. Terminant à la septième place la saison suivante, le club confirme son retour et parvient à terminer premier des Play-downs. 
Lors de la saison 2015-2016, l'OLSE réussit à terminer second de la phase classique, le club de la Métropole retrouve alors les Play-offs vingt-quatre ans après sa dernière qualification. Et tout comme l'exploit réaliser en 1992, Merksem réussit à réaliser un tout autre exploit celui de se qualifier pour la BeNe League. Grâce, effectivement, à un changement de format, passant de 8 à 12 équipes, Merksem commence la saison 2015/2016 non pas en Division 1 mais en BeNe League en compagnie de Hasselt, Tongres, Volendam, Lions Geleen et son rival de toujours le KV Sasja faisant ainsi d'Anvers, la première ville représenter par deux clubs dans cette compétition. Malheureusement pour Merksem, l'OLSE ne parvient pas à se maintenir dans ce gratin belgo-néerlandais. Avant-dernier, le matricule 48 se voit, en effet, disputer les Play-off II où il termine dernier, laissant sa place en BeNe League au Sporting Neerpelt-Lommel.
De retour en Division 1, le club revit comme dans les années 90, une instabilité passant du sommet au bas du classement. Terminant dernier de la phase régulière, l'OLSE se sauve en Play-down. Un sauvetage in extrémis réédité la saison suivante. Lors de la saison 2019/2020, Merksem termine réussit à remonter à la quatrième place, synonyme de qualification pour les Play-offs II, permettant un accès à la prochaine BeNe League, mais le club termine à une troisième place non qualificative. Toutefois, la saison est marquée par l'arrêt brutal de toute compétition à cause de la pandémie de Covid-19.

## Palmarès
| Compétitions nationales |
| - Championnat de Belgique (1) - Premier : 1991-1992 - Coupe de Belgique - Finaliste : 1983, 1993, 1998 - Division 2 (1) - Premier : 2012-2013 |

### Records personnels
- L'Olse Merksem HC :
  - évolua 37 saisons en Division 1 (en 2020)
  - fut une fois champion de Belgique
  - participa à une édition de la BeNe League
  - participa à trois finale de Coupe de Belgique
  - disputa quatre rencontres européennes

## Parcours
| Saison          | Niveau           | Division         | Rang             | Coupe            |
| --------------- | ---------------- | ---------------- | ---------------- | ---------------- |
| OLSE Merksem HC |                  |                  |                  |                  |
| 1958-1959       | Résultat inconnu | Résultat inconnu | Résultat inconnu | Résultat inconnu |
| ...             | Résultat inconnu | Résultat inconnu | Résultat inconnu | Résultat inconnu |
| 1972-1973       | 2                | Division 2       | ?                | ?                |
| 1973-1974       | 1                | Division 1       | 8e               | ?                |
| 1974-1975       | 1                | Division 1       | 10e              | ?                |
| 1975-1976       | 1                | Division 1       | 8e               | ?                |
| 1976-1977       | 1                | Division 1       | 8e               | ?                |
| 1977-1978       | 1                | Division 1       | 9e               | ?                |
| 1978-1979       | 1                | Division 1       | 7e               | ?                |
| 1979-1980       | 1                | Division 1       | ?                | ?                |
| 1980-1981       | 1                | Division 1       | 5e               | ?                |
| 1981-1982       | 1                | Division 1       | 7e               | ?                |
| 1982-1983       | 1                | Division 1       | 6e               | Finale           |
| 1983-1984       | 1                | Division 1       | 6e               | ?                |
| 1984-1985       | 1                | Division 1       | 7e               | ?                |
| 1985-1986       | 1                | Division 1       | 7e               | ?                |
| 1986-1987       | 1                | Division 1       | 5e               | ?                |
| 1987-1988       | 1                | Division 1       | ?                | ?                |
| 1988-1989       | 1                | Division 1       | ?                | ?                |
| 1989-1990       | 1                | Division 1       | 6e               | 1/2 finale       |
| 1990-1991       | 1                | Division 1       | 4e               | 1/2 finale       |
| 1991-1992       | 1                | Division 1       | 1er              | 1/8 de finale    |
| 1992-1993       | 1                | Division 1       | 6e               | Finale           |
| 1993-1994       | 1                | Division 1       | 10e              | 1/8 de finale    |
| 1994-1995       | 1                | Division 1       | 9e               | 1/4 de finale    |
| 1995-1996       | 1                | Division 1       | 5e               | 1/4 de finale    |
| 1996-1997       | 1                | Division 1       | 5e               | ?                |
| 1997-1998       | 1                | Division 1       | 6e               | Finale           |
| 1998-1999       | 1                | Division 1       | 6e               | ?                |

| Saison    | Niveau | Division           | Rang | Coupe          |
| --------- | ------ | ------------------ | ---- | -------------- |
| 1999-2000 | 1      | Division d'Honneur | 8e   | ?              |
| 2000-2001 | 1      | Division d'Honneur | 9e   | ?              |
| 2001-2002 | 1      | Division d'Honneur | 8e   | ?              |
| 2002-2003 | 1      | Division d'Honneur | 10e  | ?              |
| 2003-2004 | 2      | Division 1         | 12e  | ?              |
| 2004-2005 | 3      | Division 2         | 7e   | ?              |
| 2005-2006 | 3      | Division 2         | 3e   | ?              |
| 2006-2007 | 3      | Division 2         | 5e   | ?              |
| 2007-2008 | 3      | Division 2         | 5e   | ?              |
| 2008-2009 | 3      | Division 2         | 4e   | ?              |
| 2009-2010 | 2      | Division 2         | 9e   | ?              |
| 2010-2011 | 2      | Division 2         | 8e   | ?              |
| 2011-2012 | 2      | Division 2         | 4e   | ?              |
| 2012-2013 | 2      | Division 2         | 1er  | 2e tour        |
| 2013-2014 | 1      | Division 1         | 8e   | 1/8 de finale  |
| 2014-2015 | 1      | Division 1         | 7e   | 1/8 de finale  |
| 2015-2016 | 1      | Division 1         | 6e   | 1/4 de finale  |
| 2016-2017 | 1      | BeNe League        | 11e  | ?              |
| 2016-2017 | 1      | Division 1         | 8e   | ?              |
| 2017-2018 | 1      | Division 1         | 11e  | ?              |
| 2018-2019 | 1      | Division 1         | 11e  | 1/16 de finale |
| 2019-2020 | 1      | Division 1         | 4e   | 1/8 de finale  |
| 2020-2021 | 1      | Division 1         | -    | -              |
| 2021-2022 | 1      | Division 1         | 7e   | 1/16 de finale |

### Campagnes européennes
| OLSE Merksem HC |                               |                     |         |       |        |        |                      |
| Saisons         | Compétitions                  | Tours               | Club    | Aller | Totale | Retour | Club                 |
| 1992-1993       | Coupe des clubs champions     | Seizième de finale  | Merksem | 13-18 | 30-42  | 17-24  | HB Vénissieux Lyon   |
| 1998-1999       | Coupe des vainqueurs de coupe | Seizièmes de finale | Merksem | 17–29 | 25–32  | 36–57  | Sporting Toulouse 31 |

#### Clubs rencontrés
| - Coupe d'Europe - HB Vénissieux Lyon - Sporting Toulouse 31 | - BeNe League - OCI Limburg Lions Geleen - JMS Hurry-Up Zwartemeer - HV KRAS/Volendam - HV Fiqas Aalsmeer - Targos Bevo HC - HV Quintus |

## Personnalité liée au club

### Président
- Roger Mertens -1993[10]
- Eddy Hernould 1993-1998[10]
- Peter Wens depuis 1998[11]

### Entraineur
- Gio Antonioli 1991-1992
- Frans Willemsens 1992-1993
- Patric Weckx 2001
- Fred D'Hollander -2006
- Frank Van Uytfanghe ?-2014
- Lars Bertels (nl) 2014-2016
- Luc Vercauteren 2016-2017
- Piotr Konitz (nl) 2017-

### Joueurs passés par le club
- Champions de 1992

- Frank Coenders
- Peter Wens
- Tom Wens
- Johan De Bevere
- Rafael Ooms
- Frans Willemsens
- Wiesław Goliat (pl)
- Autres joueurs notables

| - Michael De Wachter - Benoit Lamury - Karl Löfmark - Maes Birger - Dave Poussiere - Patrique Kolja Sahre - Marc Segers - Dean Servais - Jugens Tak - Dino Thiam - Davy Verachtert - Erroll Wevers - Lars Bastiaenen - Dennis Thijs - Dimitri van den Hoed - Robin Boomhouwer - Wouter Sas | - Igor Corvers (nl) - Sten Dielen - Lazar Popov - Alexandre Hayon - Mats de Coster - Rens Baeyens - Jeffrey Jacobs - Simon van den Bergh - Mike Tadey - Franck Ntibashirakandi - Laurel Ntibashirakandi - Zaid Allaf - Johannes Verhoeven - Jos Riské - Dirk Claessens |

## Équipement
Le club évolue à domicile au Sportcentrum De Rode Loop situé au 2 Rodeloopstraat à 2170 Merksem.

## Rivalité
L'Olse Merksem HC entretient une grande rivalité avec son voisin du KV Sasja HC. En plus d'être un simple derby opposant deux places fortes du handball anversois. L'opposition de ces deux formations s'inscrit également dans leur identité; l'une étant originellement catholique et l'autre socialiste. Cette dualité identitaire s'inscrit dans la pilarisation de la société belge. Ainsi l'acronyme SASJA renvoie à Sport Afdelingen Syndicale Jeugd Antwerpen signifiant littéralement en français la Section des sports de la jeunesse syndicale d'Anvers et équivaut au pan socialiste de la société belge tandis que l'acronyme OLSE renvoie à Oud Leerlingen Sint-Eduardus et peut se traduire en Les anciens élèves de Sint-Eduardus renvoie quant à lui au pan catholique.